# Philip Glenister
Philip Haywood Glenister (Londres, Inglaterra; 10 de febrero de 1963) es un actor inglés, más conocido por haber interpretado a James "Mack" Mackintosh en la serie Clocking Off y a Gene Hunt en Life on Mars y en su secuela Ashes to Ashes.

## Biografía
Es hijo del director John Glenister, su hermano mayor es el actor Robert Glenister; es tío de la actriz Emily Glenister.
En 1987 entró en el Central School of Speech and Drama de donde se graduó en 1990.
Es muy buen amigo del actor Jamie Glover.
Después de salir por casi nueve años con la actriz Beth Goddard, finalmente la pareja se casó en 2006. En marzo de 2002 tuvieron su primera hija juntos, Millie Glenister y más tarde tuvieron su segunda hija, Charlotte quien nació en abril de 2005.

## Carrera
En 1997 apareció en la película Sharpe's Justice donde interpretó a Matt Truman, el medio hermano de Richard Sharpe (Sean Bean).
Entre 1998 y 2003 apareció en la serie Roger Roger donde interpretó a Phil, un taxista que aspira a convertirse en estrella de rock. 
En 2000 se unió al elenco recurrente de la serie Clocking Off donde interpretó al jefe de la factoría James "Mack" Mackintosh hasta 2002.
En 2001 apareció en las películas Hornblower: Mutiny y en Hornblower: Retribution donde interpretó a Gunner Hobbs, el antagonista del oficial Horatio Hornblower (Ioan Gruffudd).
En 2006 se unió al elenco de la serie Life on Mars donde interpretó al Detective Gene Hunt, hasta 2007. Gene era el jefe del detective Sam Tyler (John Simm) en Mánchester de 1973 y jefe del departamento de investigación criminal en Salford.
En 2007 se unió al elenco de la miniserie Cranford, la cual está basada en las novelas de Elizabeth Gaskell y que narran la historia de la gente de Cranford, una villa inglesa, en 1840. En la serie trabajó con los actores Jim Carter, Judi Dench, Michael Gambon e Imelda Staunton.
En 2008 se unió al elenco de la serie Ashes to Ashes donde interpretó de nuevo al Inspector Detective en jefe Gene Hunt, hasta el final de la serie en 2010. 
En 2009 se unió al elenco de la serie de ciencia ficción Demons donde interpretó al cazador de demonios Rupert Galvin junto a Christian Cooke y Holliday Grainger. Ese mismo año apareció en el Comic Relief donde hizo una personificación del actor Pierce Brosnan y en el de 2010 de su personaje Gene Hunt.
En 2011 apareció en un comercial para Gordon's Gin en el eslogan "Shall We G&T Started?", donde apareció junto a Emilia Fox. Ese mismo año se unió al elenco principal de la serie Mad Dogs donde interpreta a Quinn, hasta ahora.
En 2012 apareció en la película Bel-Ami donde interpretará al director del periódico Charles Forestier cuya esposa Virginie Rousset (Kristin Scott Thomas) tiene una aventura con Georges Duroy (Robert Pattinson).
En 2016 aparecerá en el segundo ciclo de la serie The Hollow Crown donde dará vida a John Talbot, I conde de Shrewsbury.
Ese mismo año se unió al elenco principal de la serie The Level donde dará vida al corrupto empresario y traficante de drogas Frank Le Saux.

## Filmografía

### Series de televisión
| Año         | Serie                       | Personaje                             | Notas                                          |
| ----------- | --------------------------- | ------------------------------------- | ---------------------------------------------- |
| 2020        | Belgravia                   | James Trenchard                       | 6 episodios                                    |
| 2019        | What the killer did next    | presentador                           | serie documental                               |
| 2017-2019   | Living the Dream            | Mal Pemberton                         | 12 episodios                                   |
| 2017        | Inside No. 9                | Craig                                 | Serie de televisión, episodio The Bill         |
| 2016-2017   | Outcast                     | Reverendo Anderson                    | protagonista; serie de televisión 20 episodios |
| 2016        | The Level                   | Frank Le Saux                         | miniserie de televisión                        |
| 2016        | The Hollow Crown            | John Talbot                           | episodio "Henry VI Part 1" - miniserie         |
| 2015        | Prey                        | David Murdoch                         | 2 episodios - miniserie                        |
| 2013 - 2014 | Big School                  | Mr. Gunn                              | 12 episodios                                   |
| 2014        | From There to Here          | Daniel                                | 3 episodios - miniserie                        |
| 2013        | Agatha Christie's Poirot    | Sir William Boyd Carrington           | episodio "Curtain: Poirot's Last Case"         |
| 2011 - 2013 | Mad Dogs                    | Quinn                                 | 14 episodios                                   |
| 2011        | Hidden                      | Harry Venn                            | 4 episodios                                    |
| 2008 - 2010 | Ashes to Ashes              | Detective Gene Hunt                   | 24 episodios                                   |
| 2009        | Demons                      | Rupert Galvin                         | 6 episodios                                    |
| 2007        | The Catherine Tate Show     | Maestro                               | episodio "Christmas Special"                   |
| 2007        | Cranford                    | Edmund Carter                         | 5 episodios - miniserie                        |
| 2006 - 2007 | Life on Mars                | Detective Gene Hunt                   | 16 episodios                                   |
| 2005        | Vincent                     | Detective David Driscoll              | 3 episodios                                    |
| 2005        | Last Rights                 | Speers                                | miniserie                                      |
| 2004        | Island at War               | Oberst Heinrich Baron Von Rheingarten | 6 episodios - miniserie                        |
| 1998 - 2003 | Roger Roger                 | Phil                                  | 15 episodios                                   |
| 2003        | The Vice                    | Jason Grant                           | episodio "Lust"                                |
| 2003        | State of Play               | Detective William Bell                | 6 episodios - miniserie                        |
| 2000 - 2002 | Clocking Off                | James "Mack" Mackintosh               | 11 episodios                                   |
| 1998        | Vanity Fair                 | William Dobbin                        | 6 episodios - miniserie                        |
| 1997        | Wycliffe                    | Detective Sargento Eric Findlay       | episodio "Dance of the Scorpions"              |
| 1996 - 1997 | My Wonderful Life           | Phil                                  | 3 episodios                                    |
| 1997        | Have Your Cake and Eat It   | Joe Martin                            | 4 episodios - miniserie                        |
| 1996        | Soldier Soldier             | Jimmy Reece                           | episodio "All for One"                         |
| 1996        | Frontiers                   | Detective Danny Curtin                | -                                              |
| 1996        | Silent Witness              | Oficial Denning                       | 2 episodios                                    |
| 1995        | Dressing for Breakfast      | Mark                                  | episodio "Mark"                                |
| 1994        | Blue Heaven                 | Paul Twice                            | episodio # 1.6                                 |
| 1994        | The Bill                    | Richard Coe                           | episodio "All the Comforts of Home"            |
| 1994        | Law and Disorder            | David MacNamara                       | episodio "Safe as Houses"                      |
| 1993        | In Suspicious Circumstances | Herbert Bennett                       | episodio "Good as Gold"                        |
| 1993        | The Detectives              | Oficial de Policía                    | episodio "Hostage"                             |
| 1992        | Covington Cross             | Samuel                                | episodio "Eviction"                            |
| 1992        | A Fatal Inversion           | Joven Detective                       | 2 episodios                                    |
| 1992        | Heartbeat                   | Julian Cantley                        | episodio "Face Value"                          |
| 1992        | Love Hurts                  | Mark                                  | 2 episodios                                    |
| 1991        | Bergerac                    | Philip                                | episodio "All for Love"                        |
| 1991        | Drop the Dead Donkey        | Harrison                              | episodio "George's Daughter"                   |
| 1991        | Ruth Rendell Mysteries      | Brian Gregson                         | 3 episodios                                    |
| 1991        | Minder                      | Greg Hunter                           | episodio "Whatever Happened to Her Indoors"    |

### Películas
| Año  | Películas                          | Personaje             | Notas                                                                                              |
| ---- | ---------------------------------- | --------------------- | -------------------------------------------------------------------------------------------------- |
| 2012 | Bel-Ami                            | Charles Forestier     | junto a Robert Pattinson, Holliday Grainger, Christina Ricci, Uma Thurman y Kristin Scott Thomas   |
| 2012 | Treasure Island                    | Capitán Smollett      | junto a Eddie Izzard, Toby Regbo, Rupert Penry-Jones, Donald Sutherland, Elijah Wood y Barnaby Kay |
| 2010 | You Will Meet a Tall Dark Stranger | Amigo del Póquer      | junto a Josh Brolin, Anthony Hopkins, Antonio Banderas y Gemma Jones                               |
| 2008 | Tu£sday                            | Earp                  | junto a John Simm, Ashley Walters, Cristian Solimeno y Kevin McNally                               |
| 2005 | Kingdom of Heaven                  | Squire                | junto a Orlando Bloom, Eva Green, David Thewlis, Liam Neeson y Marton Csokas                       |
| 2005 | The Walk                           | Eddie                 | junto a Nicola Stephenson, Judy Flynn, Ralph Ineson y Crispin Bonham-Carter                        |
| 2005 | The Stepfather                     | Dougie Molloy         | junto a Lindsey Coulson y Graeme Hawley                                                            |
| 2003 | Byron                              | William Fletcher      | junto a Stephen Campbell Moore, Jonny Lee Miller, Oliver Milburn y Michael Elwyn                   |
| 2003 | Calendar Girls                     | Lawrence              | junto a Helen Mirren, Julie Walters, Ciarán Hinds, Celia Imrie, Geraldine James y Penelope Wilton  |
| 2003 | The Other Boleyn Girl              | William Stafford      | junto a Natascha McElhone, Jodhi May, Jared Harris y Steven Mackintosh                             |
| 2003 | Lloyd & Hill                       | Detective Danny Lloyd | junto a Michelle Collins, Akbar Kurtha, Christopher Villiers, John Light y Shaun Dingwall          |
| 2001 | Hornblower: Retribution            | Gunner Hobbs          | junto a Ioan Gruffudd, Robert Lindsay, David Warner, Jamie Bamber y Sean Gilder                    |
| 2001 | Hornblower: Mutiny                 | Gunner Hobbs          | junto a Ioan Gruffudd, Robert Lindsay, David Warner, Jamie Bamber y Sean Gilder                    |
| 2001 | The Hunt                           | Rob Campbell          | junto a Amanda Holden, Samantha Bond, Sean Harris y Huw Higginson                                  |
| 1997 | Sharpe's Justice                   | Matt Truman           | junto a Sean Bean, Douglas Henshall, Alexis Denisof, Tony Haygarth y Philip Martin Brown           |
| 1997 | The Perfect Blue                   | Tom                   | junto a Inday Ba, Ben Caplan, Katie Carr y Lennie James                                            |
| 1996 | True Love                          | Phil                  | junto a Scott Handy, Douglas Hodge y Elizabeth Earl                                                |
| 1995 | Love Up                            | Ray                   | junto a Lena Headey, Ian Hart, Linda Bassett, Jason Isaacs, Rick Warden y Danny Dyer               |
| 1995 | I.D.                               | Charlie               | junto a Perry Fenwick, Claire Skinner, Saskia Reeves, Sean Pertwee y Reece Dinsdale                |
| 1991 | London Kills Me                    | Hombre en la Suite    | junto a Justin Chadwick, Steven Mackintosh, Alun Armstrong y Naveen Andrews                        |

### Narrador
| Año  | Programa                             | Notas                                            |
| ---- | ------------------------------------ | ------------------------------------------------ |
| 2011 | Legends                              | narrador - episodio "Thin Lizzy: Bad Reputation" |
| 2010 | The Secret Life of the National Grid | 3 episodios - narrador                           |
| 2007 | Jamie's Chef                         | 4 episodios - narrador                           |

### Teatro
| Año  | Obra                 | Personaje        | Teatro                         | Director (a)    |
| ---- | -------------------- | ---------------- | ------------------------------ | --------------- |
| 2002 | A Feast of Snails    | David Paulsen    | Lyric Theatre                  | Ron Daniels     |
| 1996 | Translations         | Teniente Yolland | Abbey Theatre                  | Robin Lefevre   |
| 1995 | Crossing the Equator | Steven Lambert   | Bush Theatre                   | John Dove       |
| 1993 | Beautiful Thing      | Tony             | Bush Theatre                   | Hettie McDonald |
| 1993 | The Slicing Edge     | Sir Robert Cecil | Wolsey Studio                  | Hettie McDonald |
| 1993 | The Nose             | Andropov         | Wolsey Studio                  | Hettie McDonald |
| 1993 | Road                 | Joey/Brink       | Wolsey Studio                  | -               |
| 1992 | Oedipus Tyrannos     | Oedipus          | Contact Theatre                | Kenny Ireland   |
| 1991 | Romeo & Juliet       | Mercutio         | Lyceum, Edinburgh              | Ian Wooldridge  |
| 1990 | A Free Country       | Soldado Alemán   | Tricycle Theatre               | Nicholas Kent   |
| 1990 | Mad Forest           | -                | Royal Court y National Theatre | -               |

## Premios y nominaciones
| Año  | Categoría                           | Premio                         | Serie          | Resultado |
| ---- | ----------------------------------- | ------------------------------ | -------------- | --------- |
| 2011 | Most Popular Drama Performance      | National Television Award      | Ashes to Ashes | Nominado  |
| 2010 | Most Popular Drama Performance      | National Television Award      | Ashes to Ashes | Nominado  |
| 2010 | Best Actor                          | TV Quick Award                 | Ashes to Ashes | Nominado  |
| 2009 | Best Actor                          | TV Quick Award                 | Ashes to Ashes | Ganador   |
| 2008 | Best Actor                          | TV Quick Award                 | Ashes to Ashes | Nominado  |
| 2008 | Best Actor                          | Broadcasting Press Guild Award | Life on Mars   | Ganador   |
| 2008 | Best Actor                          | Broadcasting Press Guild Award | Cranford       | Ganador   |
| 2008 | Outstanding Actor in a Drama Series | Golden Nymph Award             | Ashes to Ashes | Nominado  |
| 2008 | Outstanding Drama Performance       | National Television Award      | Ashes to Ashes | Nominado  |
| 2007 | Best Male Actor                     | RTS Television Award           | Life on Mars   | Nominado  |
| 2007 | Best Actor                          | TV Quick Award                 | Life on Mars   | Nominado  |
| 2007 | Outstanding Actor in a Drama Series | Golden Nymph Award             | Life on Mars   | Nominado  |
| 2007 | Best Actor                          | Broadcasting Press Guild Award | Life on Mars   | Nominado  |
| 2007 | Best TV Actor                       | SFX Award                      | Life on Mars   | Nominado  |